# Cretadiamesa
Cretadiamesa – wymarły rodzaj muchówek z rodziny ochotkowatych i podrodziny Prodiamesinae. Obejmuje tylko jeden wczesnokredowy gatunek, C. arieli.
Rodzaj i jego gatunek typowy opisali po raz pierwszy Isabelle Veltz, Dany Azar i André Nel w 2007 roku na łamach „African Invertebrates”. Opisu dokonano na podstawie inkluzji w bursztynie libańskim, datowanej na późny barrem lub wczesny apt w kredzie. Odnaleziono je w Mdejridż w okolicy Hammany w muhafazie Dżabal Lubnan w Libanie. Nazwa rodzajowa to połączenie słów cretaceous („kredowy”) i Diamesa.
Głowa miała 0,26 mm długości, nagie oczy i pozbawiona była przyoczek. Wyraźnie owłosione czułki miały niespełna 0,8 mm długości i zbudowane były z 16 członów, z których trzonek był szeroki i zaokrąglony, a nóżka bardzo krótka. Tułów miał około 0,8 mm długości i wysokości oraz 0,6 mm szerokości. Skrzydło przednie miało 1,2 mm długości, około 0,4 mm szerokości i przezroczystą, nagą błonę. Jego użyłkowanie cechowało się żyłką kostalną zakończoną u szczytu ostatniej gałęzi żyłki radialnej, dość długą gałęzią R1, niezmodyfikowaną i równoległą do niej gałęzią R2+3, umieszczoną bardzo blisko nasady, w połowie dystansu między podstawami żyłki medialnej i radialno-medialnej żyłką poprzeczną medialno-kubitalną oraz rozwidleniem żyłki kubitalnej ulokowanym bardziej odsiebnie niż żyłka poprzeczna medialno-kubitalna. Przezmianki miały 0,14 mm długości. Chudy odwłok osiągał 0,2 mm szerokości.